# Popua
Popua  es una localidad del distrito de Kolomotu'a, en Tonga. Tiene una población de 2.354 habitantes en 2021.